# Emma Eichenberger
Emma Eichenberger (Rijsel, 16 september 1888 - Zürich, 28 december 1962) was een Zwitserse onderwijzeres.

## Biografie
Emma Eichenberger was een dochter van Heinrich Eichenberger. Na haar opleiding aan de leraressennormaalschool ging ze lesgeven in Zürich. Van 1940 tot 1950 was ze voorzitster van de Schweizerischer Lehrerinnenverein. Van 1950 tot 1958 was ze lid van het redactiecomité van de Schweizerische Lehrerinnenzeitung. Tijdens de Tweede Wereldoorlog richtte ze hulpcampagnes in voor minderjarige vluchtelingen en haar vervolgde collega's. Ze was betrokken bij de nationale tentoonstelling van 1939 en de Schweizerische Ausstellung für Frauenarbeit van 1958.
- Gemeinsame Normdatei: 119424363
- Historisch woordenboek van Zwitserland: 024677
- Virtual International Authority File: 25412295
- WorldCat: E39PBJmHC9MCFjBRtYHrfWvmBP